# Cijin
Cijin o el Distrito Cijin (en chino: 旗津區, pinyin: Qíjīn Qū) es un distrito de la ciudad de Kaohsiung, en Taiwán, que cubre toda la isla Cijin. La mayoría de sus residentes son empleados de la industria del transporte marítimo. Hay un parque en la costa norte occidental. El "Túnel de cruce del puerto" (en chino: 過港隧道) conecta la isla Cijin en el extremo sur con el resto de Kaohsiung en Taiwán continental. A Cijin también se puede acceder por dos transbordadores en la parte superior del norte y del centro de la isla. 